# Two Gun Sheriff
Pour plus de détails, voir Fiche technique et Distribution.
Two Gun Sheriff est un film américain réalisé par George Sherman, sorti en 1941.

## Fiche technique
- Titre : Two Gun Sheriff
- Réalisation : George Sherman
- Scénario : Bennett Cohen (en) et Doris Schroeder
- Photographie : William Nobles
- Montage : Tony Martinelli
- Pays de production : États-Unis
- Format : Noir et blanc - 1,37:1
- Genre : western
- Durée : 56 minutes
- Date de sortie : 1941

## Distribution
- Donald Barry : Jim McKinnon the Sundown Kid / Bruce McKinnon
- Lynn Merrick : Ruth Norton
- Jay Novello : Marc Albo
- Lupita Tovar : Nita
- Milton Kibbee (en) : Deputy Jones
- Fred Kohler Jr. (en) : Buck Keller
- Marin Sais : Mme McKinnon
- Fred Toones : Snowflake
- Dirk Thane : Duke
- Arch Hall Sr. (en) : Dunn
- Charles Thomas : Tex Calhoun
- Lee Shumway : Shériff Blake